# Ferdinand von Richthofen
Ferdinand Freiherr von Richthofen (Pokój, 5 maggio 1833 – Berlino, 6 ottobre 1905) è stato un geografo e geologo tedesco.

## Biografia
Studiò geologia a Breslavia e a Berlino e dal 1856 al 1860 affinò i suoi studi in geologia nel Tirolo meridionale e nei monti Carpazi.
Viaggiò in America e partecipò alla Spedizione Eulenburg nel 1860 alla volta dell'Asia sud-orientale e precisamente nello Sri Lanka, in Giappone, a Taiwan, in Thailandia, nelle Filippine e nelle isole indonesiane di Celebes e Giava.
Su quest'ultima entrò in contatto col medico e naturalista tedesco Franz Wilhelm Junghuhn.
Passò anche molto tempo in Cina, della cui terra scrisse China, in 5 volumi, pubblicati a partire dal 1877. Nel primo volume, del 1877 (Waugh, 2007, p. 1) ha coniato l'espressione "Seidenstraße" al singolare (traducibile in italiano come “Via della seta”) "riferendosi complessivamente a un fascio di itinerari via terra e via mare, che attraverso i secoli hanno sempre mantenuto il collegamento tra l’Estremo Oriente e l’Europa" (Castelnovi, 2022, p. 105).
Come il suo contemporaneo Oskar Peschel, seppe fondere armoniosamente nelle sue ricerche e nelle sue opere i due indirizzi precedenti della geografia, quello fisico e quello storico.
Al ritorno dai suoi viaggi più importanti insegnò nelle Università di Bonn dal 1875 al 1883, di Lipsia dal 1883 al 1886 e di Berlino dal 1886 al 1905 (anno in cui morì). La sua tomba oggi si trova nel Cimitero Ovest di Stahnsdorf.
Altre sue opere significative sono: 
- Principles of the Natural System of Volcanic Rocks - Principi sul sistema naturale delle rocce vulcaniche, del 1867.
- Führer für Forschungsreisende - Guida per gli esploratori, del 1886.

## Curiosità
Fu zio di Manfred von Richthofen, passato alla storia col nome di Barone Rosso.